# Pissfisktjärnen
Pissfisktjärnen är en sjö i Dorotea kommun i Lappland och ingår i Ångermanälvens huvudavrinningsområde. Sjön har en area på 0,0318 kvadratkilometer och ligger 423,4 meter över havet.

## Delavrinningsområde
Pissfisktjärnen ingår i det delavrinningsområde (716170-149453) som SMHI kallar för Mynnar i Harrsjöbäcken. Medelhöjden är 436 meter över havet och ytan är 15,26 kvadratkilometer. Det finns inga avrinningsområden uppströms utan avrinningsområdet är högsta punkten. Vattendraget som avvattnar avrinningsområdet har biflödesordning 4, vilket innebär att vattnet flödar genom totalt 4 vattendrag innan det når havet efter 261 kilometer. Avrinningsområdet består mestadels av skog (90 procent). Avrinningsområdet har 0,03 kvadratkilometer vattenytor vilket ger det en sjöprocent på 0,2 procent.